# Où est la main de l'homme sans tête
Pour plus de détails, voir Fiche technique et Distribution.
Où est la main de l'homme sans tête est un film belge de Guillaume Malandrin et Stéphane Malandrin, sorti en 2009.

## Synopsis
Éva, une jeune femme de vingt-cinq ans, est plongeuse olympique : une championne. Son père, Peter, est son entraîneur. Lors d’une compétition, Eva grimpe jusqu’à la plate-forme des dix mètres. Elle s’élance quand soudain elle aperçoit une ombre dans le bassin. Terrifiée par cette vision, Eva perd brusquement l’équilibre, son crâne heurte le plongeoir et c’est la chute. Le trou noir. 
Quand Eva reprend connaissance, c’est à l’hôpital. Naturellement, son père est à son chevet. Pour lui, l’accident est déjà du passé : les Jeux Olympiques approchent, il ne faut surtout pas rater les éliminatoires. Mais Eva ne l’entend pas ainsi. L’accident l’a changée ainsi que son existence. Durant son coma, son frère a disparu. Aussi décide-t-elle de forcer sa mémoire à se souvenir, à briser ce mur de silence qu’a dressé son père tout autour d’elle. Eva en sortira bouleversée. Sa famille aussi, et rien ne sera jamais plus comme avant.

## Fiche technique
- Titre : Où est la main de l'homme sans tête
- Titre anglais : Hand of the Headless Man
- Réalisation : Guillaume Malandrin
- Dialogues : Stéphane Malandrin
- Scénario : Guillaume Malandrin et Stéphane Malandrin
- Production déléguée : Vincent Tavier, Guillaume Malandrin, Philippe Kauffmann, Patrick Quinet, Marc van Warmerdam
- Production exécutive : Vincent Tavier (Belgique), Bernard Tulp (Pays-Bas), Serge Zeitoun (France)
- Sociétés de production : La Parti, Liaison Cinématographique et Graniet Film, coproduit par la RTBF, en association avec Cofinova 3
- Photographie : Nicolas Guicheteau
- Montage : Anne-Laure Guégan
- Décor Emmanuel de Meulemeester
- Création des sculptures Daniel Daniel
- Pays d'origine : Belgique
- Format : Couleurs - 35mm
- Genre : thriller psychologique
- Durée : 104 minutes
- Dates de sortie : 
  -  France : 20 mai 2009
  -  Belgique : 17 juin 2009

## Distribution
- Cécile de France : Eva
- Ulrich Tukur : Peter
- Bouli Lanners : Mathias
- Jan Hammenecker : Père Alex Ruyten
- Jacky Lambert : l'homme sans tête
- Edouard Piessevaux : le petit frère d'Eva
- Harry van Rijthoven : Docteur Seghers

## Décors
Une partie du film a été tourné sur les toits, dans les sous-sols et à l'intérieur de la basilique de Koekelberg, à Bruxelles. Les réalisateurs ont mis le monument au cœur du film, à l'intérieur d'un processus de refoulement et de réminiscence du personnage principal, à l'instar du Vertigo d'Alfred Hitchcock, que les réalisateurs citent souvent dans leur interview. L'immense basilique bruxelloise (la 5e plus grande église du monde), et son clocher monumental, sont le revers de la médaille d'un autre décor, qui leur ressemble en creux et dans lequel s'ouvre le film : la piscine olympique d'Amsterdam, et son plongeoir de dix mètres.

## Récompenses
- Festival international du film francophone de Namur 2007 : Bayard d'or de la meilleure comédienne, Cécile de France
- Festival international du film francophone de Namur 2007 : Bayard d'or de la meilleure photographie, Nicolas Guicheteau
- Prix du public mondial, cérémonie des Lumières de la presse étrangère 2010